# Оливер (Пенсилванија)
Оливер (енгл. Oliver) насељено је место без административног статуса у америчкој савезној држави Пенсилванија.

## Демографија
По попису из 2010. године број становника је 2.535, што је 390 (-13,3%) становника мање него 2000. године.
| Група             | 2000.         | 2010.         |
| Белци             | 2.670 (91,3%) | 2.327 (91,8%) |
| Афроамериканци    | 202 (6,9%)    | 139 (5,5%)    |
| Азијати           | 14 (0,5%)     | 2 (0,1%)      |
| Хиспаноамериканци | 15 (0,5%)     | 21 (0,8%)     |
| Укупно            | 2.925         | 2.535         |